# Roland Garros 2017
De 116e editie van het Franse grandslamtoernooi Roland Garros 2017 werd gehouden van zondag 28 mei tot en met zondag 11 juni 2017. Voor de vrouwen was het de 110e editie. Het toernooi werd gespeeld in het Roland-Garrosstadion in het 16e arrondissement van Parijs.
Samenvatting
- Bij het mannenenkelspel was de Serviër Novak Đoković titelverdediger. De trofee ging naar de Spanjaard Rafael Nadal.
- De Spaanse Garbiñe Muguruza was titelverdedigster bij het vrouwenenkelspel. De titel ging dit jaar naar de Letse Jeļena Ostapenko.
- Het vrouwendubbelspel werd in 2016 gewonnen door de Françaises Caroline Garcia en Kristina Mladenovic. Dit jaar zegevierden Bethanie Mattek-Sands (VS) en Lucie Šafářová (Tsjechië).
- Bij de mannen waren de Spanjaarden Feliciano López en Marc López titelverdedigers. Deze keer waren de Amerikaan Ryan Harrison en de Nieuw-Zeelander Michael Venus de besten.
- Titelverdedigers in het gemengd dubbelspel waren Martina Hingis (Zwitserland) en Leander Paes (India). Winnaars werden Gabriela Dabrowski (Canada) en Rohan Bopanna (India).
- Juniorkampioenen werden de Amerikaanse Whitney Osuigwe bij de meisjes, en Alexei Popyrin uit Australië bij de jongens.
- Bij het rolstoeltennis won de Nederlandse Marjolein Buis de titel in het dubbelspel. Samen met de Japanse Yui Kamiji versloeg zij in de finale het Nederlandse duo Jiske Griffioen en Aniek van Koot.
- Het toernooi trok 472.000 toeschouwers.[2]

## Toernooikalender
| Roland Garros      | mei 2017 | mei 2017 | mei 2017 | mei 2017 | juni 2017 | juni 2017 | juni 2017 | juni 2017 | juni 2017   | juni 2017   | juni 2017    | juni 2017    | juni 2017    | juni 2017 | juni 2017 |
| Roland Garros      | zon 28   | maa 29   | din 30   | woe 31   | don 1     | vrĳ 2     | zat 3     | zon 4     | maa 5       | din 6       | woe 7        | don 8        | vrĳ 9        | zat 10    | zon 11    |
| ------------------ | -------- | -------- | -------- | -------- | --------- | --------- | --------- | --------- | ----------- | ----------- | ------------ | ------------ | ------------ | --------- | --------- |
| mannenenkelspel    | 1e ronde | 1e ronde | 1e ronde | 2e ronde | 2e ronde  | 3e ronde  | 3e ronde  | 4e ronde  | 4e ronde    | kwartfinale | kwartfinale  |              | halve finale |           | finale    |
| vrouwenenkelspel   | 1e ronde | 1e ronde | 1e ronde | 2e ronde | 2e ronde  | 3e ronde  | 3e ronde  | 4e ronde  | 4e ronde    | kwartfinale | kwartfinale  | halve finale |              | finale    |           |
| mannendubbelspel   |          |          | 1e ronde | 1e ronde | 2e ronde  | 2e ronde  | 3e ronde  | 3e ronde  | kwartfinale | kwartfinale |              | halve finale |              | finale    |           |
| vrouwendubbelspel  |          |          |          | 1e ronde | 1e ronde  | 2e ronde  | 2e ronde  | 3e ronde  | 3e ronde    | kwartfinale | kwartfinale  |              | halve finale |           | finale    |
| gemengd dubbelspel |          |          |          | 1e ronde | 1e ronde  | 1e ronde  | 2e ronde  | 2e ronde  | kwartfinale | kwartfinale | halve finale | finale       |              |           |           |

Bron: Tournament schedule

## Enkelspel

### Mannen

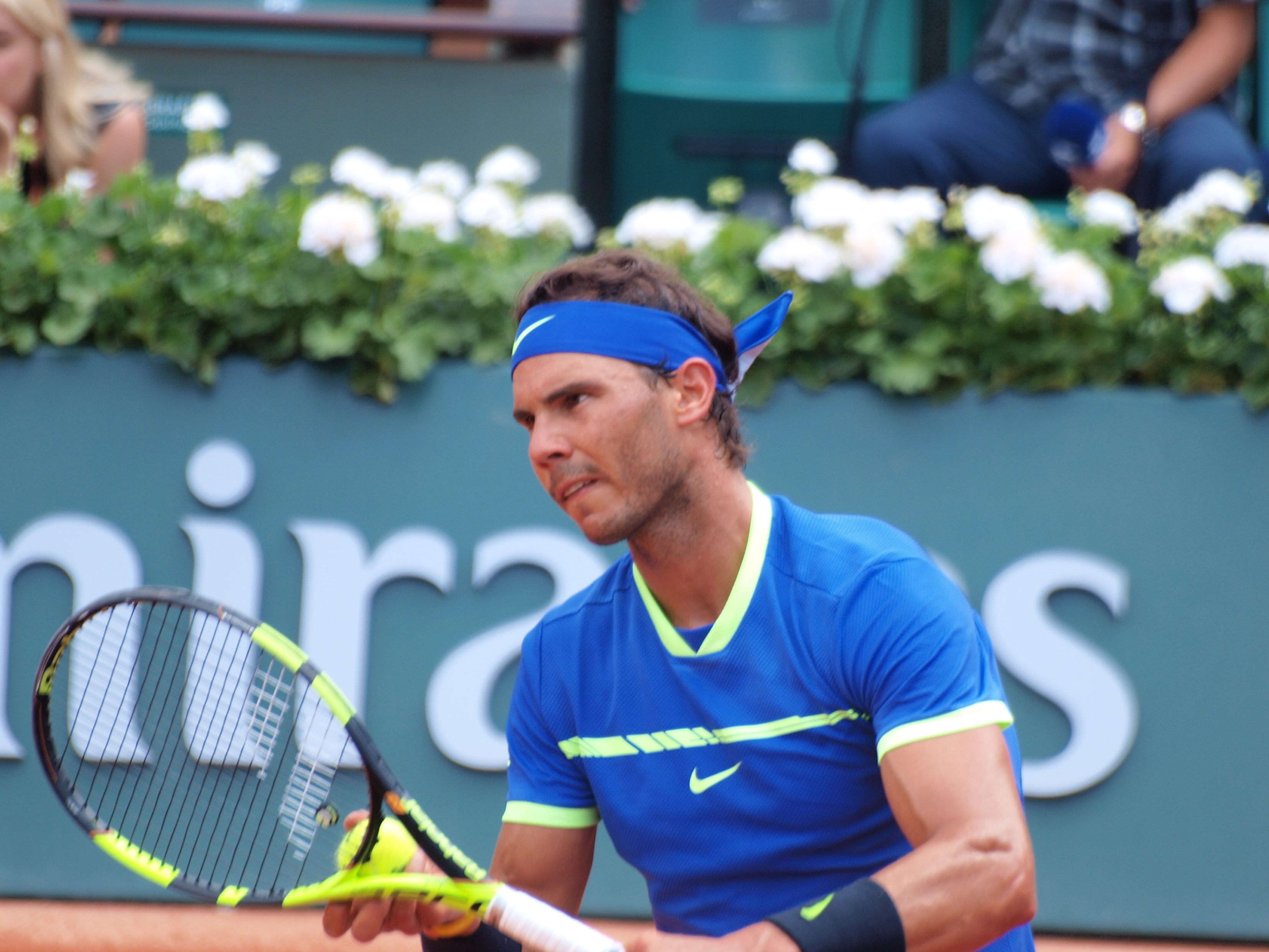
De Spanjaard Rafael Nadal won de titel.

De titel in het mannenenkelspel werd verdedigd door de Serviër Novak Đoković, de nummer twee op de wereldranglijst bij de mannen. Hij verloor in de kwartfinales van de Oostenrijker Dominic Thiem. Spanjaard Rafael Nadal won zijn tiende enkelspeltitel op Roland Garros – in de finale versloeg hij Stanislas Wawrinka in drie sets.

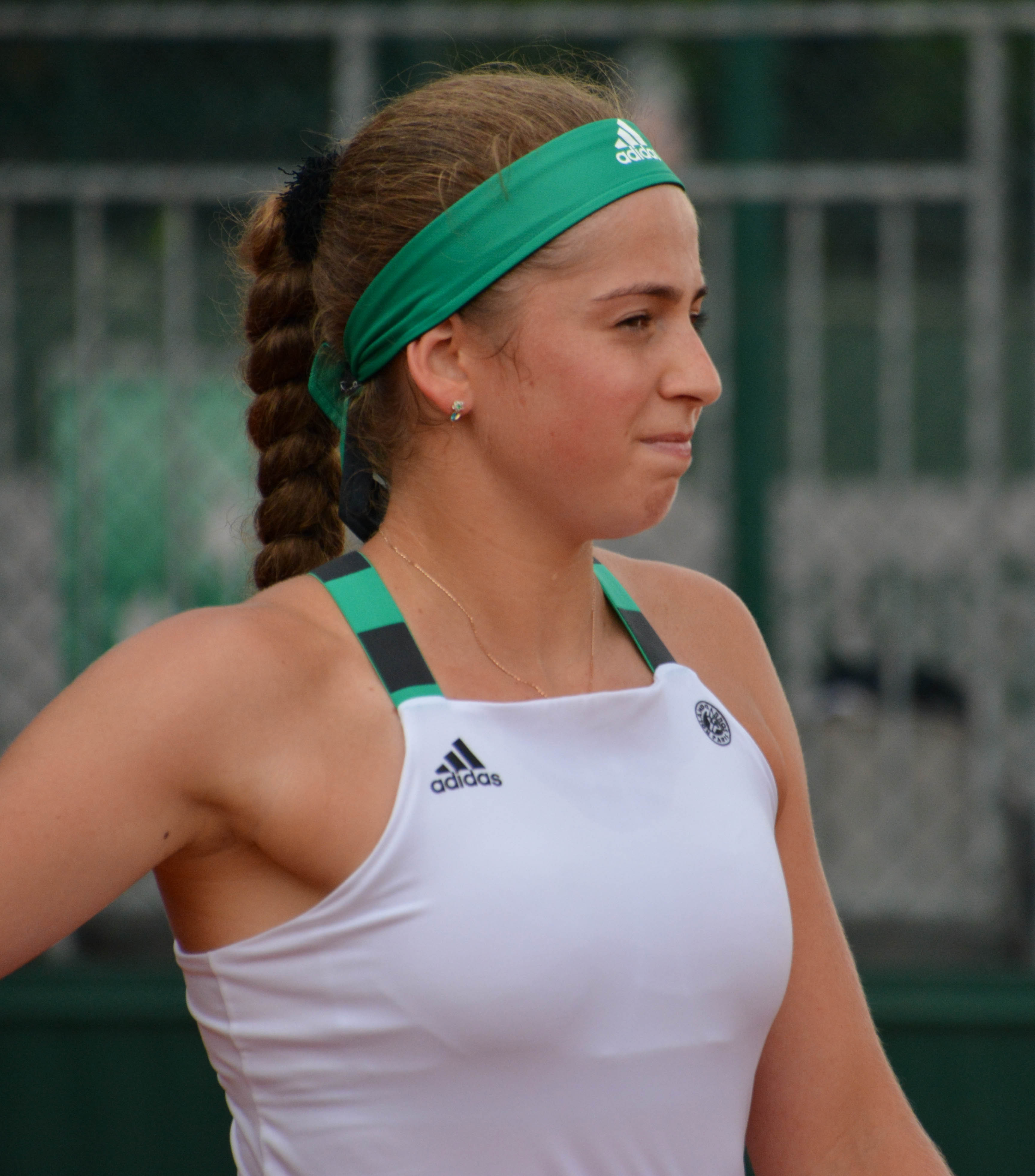
De Letse Jeļena Ostapenko won de titel.

### Vrouwen
De titel in het vrouwenenkelspel werd verdedigd door de Spaanse Garbiñe Muguruza, als nummer vier op de plaatsingslijst. Zij bereikte de vierde ronde, waarin zij werd uitgeschakeld door het dertiende reekshoofd, Kristina Mladenovic. In de finale versloeg de twintigjarige Letse Jeļena Ostapenko de Roemeense Simona Halep. Zij won haar eerste grandslamtitel.

## Dubbelspel

### Mannen
De Spanjaarden Feliciano López en Marc López waren de titelverdedigers – zij strandden in de eerste ronde. Ook het eerste reekshoofd, Henri Kontinen en John Peers, overleefde hun openingspartij niet. De finale werd gewonnen door het ongeplaatste koppel Ryan Harrison en Michael Venus, die drie sets nodig hadden om Santiago González en Donald Young te bedwingen.

### Vrouwen
De Françaises Caroline Garcia en Kristina Mladenovic waren de titelhoudsters – Garcia kwam haar titel niet verdedigen. Mladenovic speelde samen met Svetlana Koeznetsova – in de derde ronde verloren zij van het eerste reekshoofd. Het als eerste geplaatste duo Bethanie Mattek-Sands en Lucie Šafářová won hun vijfde grandslamtitel (de tweede op Roland Garros). In de finale versloegen zij het ongeplaatste Australische koppel Ashleigh Barty en Casey Dellacqua in twee sets.

### Gemengd
Martina Hingis (Zwitserland) en Leander Paes (India) waren de titelverdedigers – zij strandden in de eerste ronde. Het als zevende geplaatste koppel Gabriela Dabrowski (Canada) en Rohan Bopanna (India) ging met de titel naar huis.

## Deelnemers uit de Lage Landen

### Belgen
mannenenkelspel
- David Goffin was als tiende geplaatst en bereikte de derde ronde – daar geraakte hij, door een val aan het einde van de eerste set, dermate geblesseerd dat hij de strijd moest opgeven
- Steve Darcis werd in de eerste ronde uitgeschakeld
- Arthur De Greef had zich via het kwalificatietoernooi een plek in de hoofdtabel veroverd; daar strandde hij in de eerste ronde
- Joris De Loore kwam niet voorbij de tweede kwalificatieronde
- Ruben Bemelmans, Kimmer Coppejans en Yannik Reuter strandden in de eerste kwalificatieronde

vrouwenenkelspel
- Elise Mertens bereikte de derde ronde – daar was zij niet opgewassen tegen de als tiende geplaatste Venus Williams
- Kirsten Flipkens kwam niet voorbij de tweede ronde
- Alison Van Uytvanck had zich via het kwalificatietoernooi een plek in de hoofdtabel veroverd; daar bereikte zij de tweede ronde
- Yanina Wickmayer strandde in de eerste ronde
- Maryna Zanevska bereikte de derde kwalificatieronde, maar slaagde er niet in zich te kwalificeren voor het hoofdtoernooi

mannendubbelspel
- Steve Darcis speelde samen met Fransman Benoît Paire; zij strandden in de eerste ronde

vrouwendubbelspel
- Kirsten Flipkens speelde samen met de Italiaanse Francesca Schiavone; zij bereikten de kwartfinale
- Yanina Wickmayer speelde samen met Française Pauline Parmentier; zij bereikten de tweede ronde – daar moesten zij het afleggen tegen Kiki Bertens en Johanna Larsson
- Elise Mertens, met Française Alizé Cornet aan haar zijde, strandde in de eerste ronde

### Nederlanders
mannenenkelspel
- Robin Haase werd in de tweede ronde uitgeschakeld door Rafael Nadal
- Igor Sijsling strandde in de eerste kwalificatieronde

vrouwenenkelspel
- Kiki Bertens was als achttiende geplaatst; zij kwam niet voorbij de tweede ronde
- Richèl Hogenkamp had zich via het kwalificatietoernooi een plek in de hoofdtabel veroverd; daar bereikte zij de tweede ronde
- Quirine Lemoine had zich eveneens via het kwalificatietoernooi geplaatst; in het hoofdtoernooi strandde zij in de eerste ronde
- Arantxa Rus bereikte de derde kwalificatieronde, maar werd daarin uitgeschakeld door landgenote Quirine Lemoine
- Lesley Kerkhove en Cindy Burger strandden in de eerste kwalificatieronde

mannendubbelspel
- Jean-Julien Rojer speelde samen met de Roemeen Horia Tecău; zij bereikten de derde ronde
- Wesley Koolhof en Matwé Middelkoop strandden in de eerste ronde
- Robin Haase, met de Brit Dominic Inglot aan zijn zijde, had eveneens de eerste ronde als eindstation

vrouwendubbelspel
- Kiki Bertens speelde samen met de Zweedse Johanna Larsson; zij bereikten de derde ronde
- Demi Schuurs speelde samen met de Argentijnse María Irigoyen; zij strandden in de eerste ronde

gemengd dubbelspel
- Jean-Julien Rojer en de Taiwanese Chan Hao-ching waren als zesde geplaatst; zij bereikten de tweede ronde

## Kwalificatietoernooi (enkelspel)
Algemene regels – Aan het hoofdtoernooi (enkelspel) doen bij de mannen en vrouwen elk 128 tennissers mee. De 104 beste mannen en 108 beste vrouwen van de wereldranglijst die zich inschrijven worden rechtstreeks toegelaten. Acht mannen en acht vrouwen krijgen van de organisatie een wildcard. Voor de overige ingeschrevenen resteren dan nog zestien plaatsen bij de mannen en twaalf plaatsen bij de vrouwen in het hoofdtoernooi – deze plaatsen worden via het kwalificatietoernooi ingevuld. Aan dit kwalificatietoernooi doen nog eens 128 mannen en 96 vrouwen mee.
De kwalificatiewedstrijden vonden plaats van maandag 22 tot en met vrijdag 26 mei 2017.
De volgende deelnemers aan het kwalificatietoernooi wisten zich een plaats te veroveren in de hoofdtabel:

### Mannenenkelspel
1. Marius Copil
2. Arthur De Greef
3. Nicolás Jarry
4. Taro Daniel
5. Jozef Kovalík
6. Stéfanos Tsitsipás
7. Maxime Hamou
8. Simone Bolelli
9. Santiago Giraldo
10. Marco Trungelliti
11. Tejmoeraz Gabasjvili
12. Serhij Stachovsky
13. Guido Pella
14. Stefano Napolitano
15. Bjorn Fratangelo
16. Paul-Henri Mathieu

### Vrouwenenkelspel
1. Sara Errani
2. Markéta Vondroušová
3. Beatriz Haddad Maia
4. Richèl Hogenkamp
5. Ana Bogdan
6. Quirine Lemoine
7. Françoise Abanda
8. Petra Martić
9. Alison Van Uytvanck
10. Miyu Kato
11. Kateryna Kozlova
12. Bethanie Mattek-Sands

Lucky loser
1. Ons Jabeur

## Junioren
Meisjesenkelspel

Finale: Whitney Osuigwe (VS) won van Claire Liu (VS) met 6-4, 6-7, 6-3
Meisjesdubbelspel

Finale: Bianca Andreescu (Canada) en Carson Branstine (Canada) wonnen van Olesja Pervoesjina (Rusland) en Anastasija Potapova (Rusland) met 6-1, 6-3
Jongensenkelspel

Finale: Alexei Popyrin (Australië) won van Nicola Kuhn (Spanje) met 7-6, 6-3
Jongensdubbelspel

Finale: Nicola Kuhn (Spanje) en Zsombor Piros (Hongarije) wonnen van Vasil Kirkov (VS) en Danny Thomas (VS) met 6-4, 6-4

## Rolstoeltennis
Rolstoelvrouwenenkelspel

Finale: Yui Kamiji (Japan) won van Sabine Ellerbrock (Duitsland) met 7-5, 6-4
Rolstoelvrouwendubbelspel

Finale: Marjolein Buis (Nederland) en Yui Kamiji (Japan) wonnen van Jiske Griffioen (Nederland) en Aniek van Koot (Nederland) met 6-3, 7-5
Rolstoelmannenenkelspel

Finale: Alfie Hewett (VK) won van Gustavo Fernández (Argentinië) met 0-6, 7-6, 6-2
Rolstoelmannendubbelspel

Finale: Stéphane Houdet (Frankrijk) en Nicolas Peifer (Frankrijk) wonnen van Alfie Hewett (VK) en Gordon Reid (VK) met 6-4, 6-3

## Speelschema van dag tot dag
Onderstaand het speelschema van de drie hoofdbanen van dag tot dag.
Alle tijden zijn lokaal MEZT (UTC+2).

### Dag 1 (zondag 28 mei)
- Speelschema (gearchiveerd)

- Reekshoofden uitgeschakeld:
  - Mannenenkelspel:  Gilles Müller [26]
  - Vrouwenenkelspel:  Angelique Kerber [1],  Mirjana Lučić-Baroni [22],  Roberta Vinci [31]

| Wedstrijden op de hoofdbanen                         | Wedstrijden op de hoofdbanen                         | Wedstrijden op de hoofdbanen                         | Wedstrijden op de hoofdbanen                         |
| Evenement                                            | Winnaar                                              | Verliezer                                            | Score                                                |
| Wedstrijden op Court Philippe-Chatrier (centercourt) | Wedstrijden op Court Philippe-Chatrier (centercourt) | Wedstrijden op Court Philippe-Chatrier (centercourt) | Wedstrijden op Court Philippe-Chatrier (centercourt) |
| ---------------------------------------------------- | ---------------------------------------------------- | ---------------------------------------------------- | ---------------------------------------------------- |
| Vrouwenenkelspel 1e ronde                            | Petra Kvitová [15]                                   | Julia Boserup                                        | 6–3, 6–2                                             |
| Vrouwenenkelspel 1e ronde                            | Jekaterina Makarova                                  | Angelique Kerber [1]                                 | 6–2, 6–2                                             |
| Mannenenkelspel 1e ronde                             | Grigor Dimitrov [11]                                 | Stéphane Robert                                      | 6–2, 6–3, 6–4                                        |
| Mannenenkelspel 1e ronde                             | Lucas Pouille [16]                                   | Julien Benneteau [WC]                                | 7–6(8–6), 3–6, 4–6, 6–3, 6–4                         |
| Wedstrijden op Court Suzanne-Lenglen (Grandstand)    |                                                      |                                                      |                                                      |
| Mannenenkelspel 1e ronde                             | Horacio Zeballos                                     | Adrian Mannarino                                     | 7–5, 6–3, 6–4                                        |
| Vrouwenenkelspel 1e ronde                            | Svetlana Koeznetsova [8]                             | Christina McHale                                     | 7–5, 6–4                                             |
| Mannenenkelspel 1e ronde                             | Dominic Thiem [6]                                    | Bernard Tomic                                        | 6–4, 6–0, 6–2                                        |
| Vrouwenenkelspel 1e ronde                            | Venus Williams [10]                                  | Wang Qiang                                           | 6–4, 7–6(7–3)                                        |
| Vrouwenenkelspel 1e ronde                            | Dominika Cibulková [6]                               | Lara Arruabarrena                                    | 6–2, 6–1                                             |
| Wedstrijden op Court 1                               |                                                      |                                                      |                                                      |
| Mannenenkelspel 1e ronde                             | Guillermo García López                               | Gilles Müller [26]                                   | 7–6(7–4), 6–7(2–7), 6–2, 6–2                         |
| Mannenenkelspel 1e ronde                             | Marco Trungelliti [Q]                                | Quentin Halys [WC]                                   | 3–6, 6–7(4–7), 7–6(7–2), 6–4, 6–4                    |
| Vrouwenenkelspel 1e ronde                            | Océane Dodin                                         | Camila Giorgi                                        | 6–3, 6–2                                             |
| Wedstrijden begonnen om 11:00 uur                    |                                                      |                                                      |                                                      |

### Dag 2 (maandag 29 mei)
- Speelschema (gearchiveerd)

- Reekshoofden uitgeschakeld:
  - Mannenenkelspel:  Jack Sock [14],  Gilles Simon [31],  Mischa Zverev [32]
  - Vrouwenenkelspel:  Coco Vandeweghe [19],  Darja Gavrilova [24],  Lauren Davis [25]

| Wedstrijden op de hoofdbanen                         | Wedstrijden op de hoofdbanen                         | Wedstrijden op de hoofdbanen                         | Wedstrijden op de hoofdbanen                         |
| Evenement                                            | Winnaar                                              | Verliezer                                            | Score                                                |
| Wedstrijden op Court Philippe-Chatrier (centercourt) | Wedstrijden op Court Philippe-Chatrier (centercourt) | Wedstrijden op Court Philippe-Chatrier (centercourt) | Wedstrijden op Court Philippe-Chatrier (centercourt) |
| ---------------------------------------------------- | ---------------------------------------------------- | ---------------------------------------------------- | ---------------------------------------------------- |
| Vrouwenenkelspel 1e ronde                            | Garbiñe Muguruza [4]                                 | Francesca Schiavone                                  | 6–2, 6–4                                             |
| Mannenenkelspel 1e ronde                             | Novak Đoković [2]                                    | Marcel Granollers                                    | 6–3, 6–4, 6–2                                        |
| Vrouwenenkelspel 1e ronde                            | Kristina Mladenovic [13]                             | Jennifer Brady                                       | 3–6, 6–3, 9–7                                        |
| Mannenenkelspel 1e ronde                             | Alexander Zverev [9] vs. Fernando Verdasco           | Alexander Zverev [9] vs. Fernando Verdasco           | 4–6, 6–3 gestaakt                                    |
| Wedstrijden op Court Suzanne-Lenglen (Grandstand)    |                                                      |                                                      |                                                      |
| Vrouwenenkelspel 1e ronde                            | Caroline Wozniacki [11]                              | Jaimee Fourlis [WC]                                  | 6–4, 3–6, 6–2                                        |
| Mannenenkelspel 1e ronde                             | Rafael Nadal [4]                                     | Benoît Paire                                         | 6–1, 6–4, 6–1                                        |
| Vrouwenenkelspel 1e ronde                            | Karolína Plíšková [2]                                | Zheng Saisai                                         | 7–5, 6–2                                             |
| Mannenenkelspel 1e ronde                             | Richard Gasquet [24]                                 | Arthur De Greef [Q]                                  | 6–2, 3–6, 6–1, 6–3                                   |
| Wedstrijden op Court 1                               |                                                      |                                                      |                                                      |
| Mannenenkelspel 1e ronde                             | Nikoloz Basilasjvili                                 | Gilles Simon [31]                                    | 1–6, 6–2, 6–4, 6–1                                   |
| Mannenenkelspel 1e ronde                             | David Goffin [10]                                    | Paul-Henri Mathieu [Q]                               | 6–2, 6–2, 6–2                                        |
| Vrouwenenkelspel 1e ronde                            | Samantha Stosur [23]                                 | Kristína Kučová                                      | 7–5, 6–1                                             |
| Vrouwenenkelspel 1e ronde                            | Pauline Parmentier                                   | Irina Chromatsjova                                   | 6–3, 6–0                                             |
| Wedstrijden begonnen om 11:00 uur                    |                                                      |                                                      |                                                      |

### Dag 3 (dinsdag 30 mei)
- Speelschema (gearchiveerd)

- Reekshoofden uitgeschakeld:
  - Mannenenkelspel:  Alexander Zverev [9],  Sam Querrey [27]
  - Vrouwenenkelspel:  Johanna Konta [7]
  - Mannendubbelspel:  Henri Kontinen /  John Peers [1],  Feliciano López /  Marc López [6],  Fabrice Martin /  Daniel Nestor [14]

| Wedstrijden op de hoofdbanen                         | Wedstrijden op de hoofdbanen                         | Wedstrijden op de hoofdbanen                         | Wedstrijden op de hoofdbanen                         |
| Evenement                                            | Winnaar                                              | Verliezer                                            | Score                                                |
| Wedstrijden op Court Philippe-Chatrier (centercourt) | Wedstrijden op Court Philippe-Chatrier (centercourt) | Wedstrijden op Court Philippe-Chatrier (centercourt) | Wedstrijden op Court Philippe-Chatrier (centercourt) |
| ---------------------------------------------------- | ---------------------------------------------------- | ---------------------------------------------------- | ---------------------------------------------------- |
| Vrouwenenkelspel 1e ronde                            | Hsieh Su-wei                                         | Johanna Konta [7]                                    | 1–6, 7–6(7–2), 6–4                                   |
| Mannenenkelspel 1e ronde                             | Fernando Verdasco                                    | Alexander Zverev [9]                                 | 6–4, 3–6, 6–4, 6–2                                   |
| Mannenenkelspel 1e ronde                             | Andy Murray [1]                                      | Andrej Koeznetsov                                    | 6–4, 4–6, 6–2, 6–0                                   |
| Mannenenkelspel 1e ronde                             | Jo-Wilfried Tsonga [12] vs. Renzo Olivo              | Jo-Wilfried Tsonga [12] vs. Renzo Olivo              | 5–7, 4–6, 7–6(8–6), 4–5 gestaakt                     |
| Wedstrijden op Court Suzanne-Lenglen (Grandstand)    |                                                      |                                                      |                                                      |
| Vrouwenenkelspel 1e ronde                            | Elina Svitolina [5]                                  | Jaroslava Sjvedova                                   | 6–4, 6–3                                             |
| Mannenenkelspel 1e ronde                             | Stan Wawrinka [3]                                    | Jozef Kovalík [Q]                                    | 6–2, 7–6(8–6), 6–3                                   |
| Vrouwenenkelspel 1e ronde                            | Caroline Garcia [28]                                 | Nao Hibino                                           | 6–2, 6–2                                             |
| Mannenenkelspel 1e ronde                             | Gaël Monfils [15]                                    | Dustin Brown                                         | 6–4, 7–5, 6–0                                        |
| Vrouwenenkelspel 1e ronde                            | Simona Halep [3]                                     | Jana Čepelová                                        | 6–2, 6–3                                             |
| Wedstrijden op Court 1                               |                                                      |                                                      |                                                      |
| Vrouwenenkelspel 1e ronde                            | Alizé Cornet                                         | Tímea Babos                                          | 6–2, 6–7(5–7), 6–2                                   |
| Mannenenkelspel 1e ronde                             | Kei Nishikori [8]                                    | Thanasi Kokkinakis [PR]                              | 4–6, 6–1, 6–4, 6–4                                   |
| Mannenenkelspel 1e ronde                             | Tomáš Berdych [13]                                   | Jan-Lennard Struff                                   | 6–1, 6–1, 4–6, 6–4                                   |
| Wedstrijden begonnen om 11:00 uur                    |                                                      |                                                      |                                                      |

### Dag 4 (woensdag 31 mei)
Ons Jabeur uit Tunesië werd de eerste Arabische vrouw die de 3e ronde bereikte van een grandslamtoernooi door Dominika Cibulková in twee sets te verslaan
- Speelschema (gearchiveerd)

- Reekshoofden uitgeschakeld:
  - Mannenenkelspel:  Jo-Wilfried Tsonga [12],  Ivo Karlović [23]
  - Vrouwenenkelspel:  Dominika Cibulková [6],  Petra Kvitová [15],  Kiki Bertens [18]
  - Mannendubbelspel:  Pierre-Hugues Herbert /  Nicolas Mahut [2],  Florin Mergea /  Aisam-ul-Haq Qureshi [13]
  - Vrouwendubbelspel:  Sania Mirza /  Jaroslava Sjvedova [4],  Anna-Lena Grönefeld /  Květa Peschke [11]
  - Gemengd dubbelspel:  Chan Yung-jan /  John Peers [1]

| Wedstrijden op de hoofdbanen                         | Wedstrijden op de hoofdbanen                         | Wedstrijden op de hoofdbanen                         | Wedstrijden op de hoofdbanen                         |
| Evenement                                            | Winnaar                                              | Verliezer                                            | Score                                                |
| Wedstrijden op Court Philippe-Chatrier (centercourt) | Wedstrijden op Court Philippe-Chatrier (centercourt) | Wedstrijden op Court Philippe-Chatrier (centercourt) | Wedstrijden op Court Philippe-Chatrier (centercourt) |
| ---------------------------------------------------- | ---------------------------------------------------- | ---------------------------------------------------- | ---------------------------------------------------- |
| Vrouwenenkelspel 2e ronde                            | Venus Williams [10]                                  | Kurumi Nara                                          | 6–3, 6–1                                             |
| Startte niet voor 12:30 uur                          |                                                      |                                                      |                                                      |
| Mannenenkelspel 1e ronde                             | Renzo Olivo                                          | Jo-Wilfried Tsonga [12]                              | 7–5, 6–4, 6–7(6–8), 6–4                              |
| Vrouwenenkelspel 2e ronde                            | Garbiñe Muguruza [4]                                 | Anett Kontaveit                                      | 6–7(4–7), 6–4, 6–2                                   |
| Mannenenkelspel 2e ronde                             | Rafael Nadal [4]                                     | Robin Haase                                          | 6–1, 6–4, 6–3                                        |
| Mannenenkelspel 2e ronde                             | Lucas Pouille [16]                                   | Thomaz Bellucci                                      | 7–6(7–5), 6–1, 6–2                                   |
| Wedstrijden op Court Suzanne-Lenglen (Grandstand)    |                                                      |                                                      |                                                      |
| Mannenenkelspel 2e ronde                             | Dominic Thiem [6]                                    | Simone Bolelli [Q]                                   | 7–5, 6–1, 6–3                                        |
| Mannenenkelspel 2e ronde                             | Novak Đoković [2]                                    | João Sousa                                           | 6–1, 6–4, 6–3                                        |
| Vrouwenenkelspel 2e ronde                            | Kristina Mladenovic [13]                             | Sara Errani [Q]                                      | 6–2, 6–3                                             |
| Vrouwenenkelspel 2e ronde                            | Ons Jabeur [LL]                                      | Dominika Cibulková [6]                               | 6–4, 6–3                                             |
| Wedstrijden op Court 1                               |                                                      |                                                      |                                                      |
| Vrouwenenkelspel 2e ronde                            | Bethanie Mattek-Sands [Q]                            | Petra Kvitová [15]                                   | 7–6(7–5), 7–6(7–5)                                   |
| Mannenenkelspel 2e ronde                             | Grigor Dimitrov [11]                                 | Tommy Robredo [PR]                                   | 6–3, 6–4, 7–5                                        |
| Mannenenkelspel 2e ronde                             | Milos Raonic [5]                                     | Rogério Dutra Silva                                  | 4–6, 6–2, 6–3, 6–4                                   |
| Vrouwenenkelspel 2e ronde                            | Svetlana Koeznetsova [8]                             | Océane Dodin                                         | 7–6(7–5), 5–7, 6–3                                   |
| Wedstrijden begonnen om 11:00 uur                    |                                                      |                                                      |                                                      |

### Dag 5 (donderdag 1 juni)
- Speelschema (gearchiveerd)

- Reekshoofden uitgeschakeld:
  - Mannenenkelspel:  Tomáš Berdych [13],  Nick Kyrgios [18],  David Ferrer [30]
  - Vrouwenenkelspel:  Madison Keys [12],  Anastasija Pavljoetsjenkova [16],  Barbora Strýcová [20],  Ana Konjuh [29]
  - Mannendubbelspel:  Raven Klaasen /  Rajeev Ram [8],  Pablo Carreño Busta /  Guillermo García López [10],  Marcin Matkowski /  Édouard Roger-Vasselin [12],  Oliver Marach /  Mate Pavić [15]
  - Vrouwendubbelspel:  Raquel Atawo /  Jeļena Ostapenko [10]

| Wedstrijden op de hoofdbanen                         | Wedstrijden op de hoofdbanen                         | Wedstrijden op de hoofdbanen                         | Wedstrijden op de hoofdbanen                         |
| Evenement                                            | Winnaar                                              | Verliezer                                            | Score                                                |
| Wedstrijden op Court Philippe-Chatrier (centercourt) | Wedstrijden op Court Philippe-Chatrier (centercourt) | Wedstrijden op Court Philippe-Chatrier (centercourt) | Wedstrijden op Court Philippe-Chatrier (centercourt) |
| ---------------------------------------------------- | ---------------------------------------------------- | ---------------------------------------------------- | ---------------------------------------------------- |
| Vrouwenenkelspel 2e ronde                            | Alizé Cornet                                         | Barbora Strýcová [20]                                | 6–4, 6–1                                             |
| Mannenenkelspel 2e ronde                             | Stan Wawrinka [3]                                    | Oleksandr Dolgopolov                                 | 6–4, 7–6(7–5), 7–5                                   |
| Mannenenkelspel 2e ronde                             | Gaël Monfils [15]                                    | Thiago Monteiro                                      | 6–1, 6–4, 6–1                                        |
| Vrouwenenkelspel 2e ronde                            | Karolína Plíšková [2]                                | Jekaterina Aleksandrova                              | 6–2, 4–6, 6–3                                        |
| Wedstrijden op Court Suzanne-Lenglen (Grandstand)    |                                                      |                                                      |                                                      |
| Vrouwenenkelspel 2e ronde                            | Agnieszka Radwańska [9]                              | Alison Van Uytvanck [Q]                              | 6–7(3–7), 6–2, 6–3                                   |
| Mannenenkelspel 2e ronde                             | Andy Murray [1]                                      | Martin Kližan                                        | 6–7(3–7), 6–2, 6–2, 7–6(7–3)                         |
| Vrouwenenkelspel 2e ronde                            | Simona Halep [3]                                     | Tatjana Maria                                        | 6–4, 6–3                                             |
| Mannenenkelspel 2e ronde                             | Richard Gasquet [24]                                 | Víctor Estrella Burgos                               | 6–1, 6–0, 6–4                                        |
| Wedstrijden op Court 1                               |                                                      |                                                      |                                                      |
| Mannenenkelspel 2e ronde                             | Marin Čilić [7]                                      | Konstantin Kravchuk                                  | 6–3, 6–2, 6–2                                        |
| Mannenenkelspel 2e ronde                             | Kei Nishikori [8]                                    | Jérémy Chardy                                        | 6–3, 6–0, 7–6(7–5)                                   |
| Vrouwenenkelspel 2e ronde                            | Caroline Garcia [28]                                 | Chloé Paquet [WC]                                    | 7–5, 6–4                                             |
| Vrouwenenkelspel 2e ronde                            | Carina Witthöft                                      | Pauline Parmentier                                   | 6–4, 7–6(7–5)                                        |
| Vrouwenenkelspel 2e ronde                            | Petra Martić [Q]                                     | Madison Keys [12]                                    | 3–6, 6–3, 6–1                                        |
| Wedstrijden begonnen om 11:00 uur                    |                                                      |                                                      |                                                      |

### Dag 6 (vrijdag 2 juni)
- Speelschema (gearchiveerd)

- Reekshoofden uitgeschakeld:
  - Mannenenkelspel:  David Goffin [10],  Grigor Dimitrov [11],  Lucas Pouille [16],  Steve Johnson [25]
  - Vrouwenenkelspel:  Joelija Poetintseva [27],  Zhang Shuai [32]
  - Mannendubbelspel:  Bob Bryan /  Mike Bryan [3],  Łukasz Kubot /  Marcelo Melo [4]
  - Vrouwendubbelspel:  Tímea Babos /  Andrea Hlaváčková [5],  Darija Jurak /  Anastasia Rodionova [17]
  - Gemengd dubbelspel:  Jeļena Ostapenko /  Bruno Soares [8]

| Wedstrijden op de hoofdbanen                         | Wedstrijden op de hoofdbanen                         | Wedstrijden op de hoofdbanen                         | Wedstrijden op de hoofdbanen                         |
| Evenement                                            | Winnaar                                              | Verliezer                                            | Score                                                |
| Wedstrijden op Court Philippe-Chatrier (centercourt) | Wedstrijden op Court Philippe-Chatrier (centercourt) | Wedstrijden op Court Philippe-Chatrier (centercourt) | Wedstrijden op Court Philippe-Chatrier (centercourt) |
| ---------------------------------------------------- | ---------------------------------------------------- | ---------------------------------------------------- | ---------------------------------------------------- |
| Vrouwenenkelspel 3e ronde                            | Garbiñe Muguruza [4]                                 | Joelija Poetintseva [27]                             | 7–5, 6–2                                             |
| Mannenenkelspel 3e ronde                             | Rafael Nadal [4]                                     | Nikoloz Basilasjvili                                 | 6–0, 6–1, 6–0                                        |
| Mannenenkelspel 3e ronde                             | Novak Đoković [2]                                    | Diego Schwartzman                                    | 5–7, 6–3, 3–6, 6–1, 6–1                              |
| Vrouwenenkelspel 3e ronde                            | Venus Williams [10]                                  | Elise Mertens                                        | 6–3, 6–1                                             |
| Wedstrijden op Court Suzanne-Lenglen (Grandstand)    |                                                      |                                                      |                                                      |
| Mannenenkelspel 3e ronde                             | Horacio Zeballos                                     | David Goffin [10]                                    | 4–5, opgave                                          |
| Startte niet voor 12:45 uur                          |                                                      |                                                      |                                                      |
| Vrouwenenkelspel 3e ronde                            | Kristina Mladenovic [13]                             | Shelby Rogers                                        | 7–5, 4–6, 8–6                                        |
| Mannenenkelspel 3e ronde                             | Albert Ramos Viñolas [19]                            | Lucas Pouille [16]                                   | 6–2, 3–6, 5–7, 6–2, 6–1                              |
| Wedstrijden op Court 1                               |                                                      |                                                      |                                                      |
| Mannenenkelspel 3e ronde                             | Pablo Carreño Busta [20]                             | Grigor Dimitrov [11]                                 | 7–5, 6–3, 6–4                                        |
| Mannenenkelspel 3e ronde                             | Dominic Thiem [6]                                    | Steve Johnson [25]                                   | 6–1, 7–6(7–4), 6–3                                   |
| Vrouwenenkelspel 3e ronde                            | Svetlana Koeznetsova [8]                             | Zhang Shuai [32]                                     | 7–6(7–5), 4–6, 7–5                                   |
| Wedstrijden begonnen om 11:00 uur                    |                                                      |                                                      |                                                      |

### Dag 7 (zaterdag 3 juni)
- Speelschema (gearchiveerd)

- Reekshoofden uitgeschakeld:
  - Mannenenkelspel:  Pablo Cuevas [22],  Fabio Fognini [28],  Juan Martín del Potro [29]
  - Vrouwenenkelspel:  Agnieszka Radwańska [9],  Jelena Vesnina [14],  Darja Kasatkina [26]
  - Mannendubbelspel:  Jean-Julien Rojer /  Horia Tecău [11]
  - Vrouwendubbelspel:  Abigail Spears /  Katarina Srebotnik [8],  Eri Hozumi /  Miyu Kato [18]
  - Gemengd dubbelspel:  Jaroslava Sjvedova /  Alexander Peya [5]

| Wedstrijden op de hoofdbanen                         | Wedstrijden op de hoofdbanen                         | Wedstrijden op de hoofdbanen                         | Wedstrijden op de hoofdbanen                         |
| Evenement                                            | Winnaar                                              | Verliezer                                            | Score                                                |
| Wedstrijden op Court Philippe-Chatrier (centercourt) | Wedstrijden op Court Philippe-Chatrier (centercourt) | Wedstrijden op Court Philippe-Chatrier (centercourt) | Wedstrijden op Court Philippe-Chatrier (centercourt) |
| ---------------------------------------------------- | ---------------------------------------------------- | ---------------------------------------------------- | ---------------------------------------------------- |
| Vrouwenenkelspel 3e ronde                            | Alizé Cornet                                         | Agnieszka Radwańska [9]                              | 6–2, 6–1                                             |
| Mannenenkelspel 3e ronde                             | Andy Murray [1]                                      | Juan Martín del Potro [29]                           | 7–6(10–8), 7–5, 6–0                                  |
| Mannenenkelspel 3e ronde                             | Richard Gasquet [29] vs. Gaël Monfils [15]           | Richard Gasquet [29] vs. Gaël Monfils [15]           | 5–6 gestaakt                                         |
| Wedstrijden op Court Suzanne-Lenglen (Grandstand)    |                                                      |                                                      |                                                      |
| Mannenenkelspel 3e ronde                             | Marin Čilić [7]                                      | Feliciano López                                      | 6–1, 6–3, 6–3                                        |
| Vrouwenenkelspel 3e ronde                            | Simona Halep [3]                                     | Darja Kasatkina [26]                                 | 6–0, 7–5                                             |
| Mannenenkelspel 3e ronde                             | Stan Wawrinka [3]                                    | Fabio Fognini [28]                                   | 7–6(7–2), 6–0, 6–2                                   |
| Wedstrijden op Court 1                               |                                                      |                                                      |                                                      |
| Vrouwenenkelspel 3e ronde                            | Caroline Garcia [28]                                 | Hsieh Su-wei                                         | 6–4, 4–6, 9–7                                        |
| Mannenenkelspel 3e ronde                             | Chung Hyeon vs. Kei Nishikori [8]                    | Chung Hyeon vs. Kei Nishikori [8]                    | 5–7, 4–6, 7–6(7–4), 3–0 gestaakt                     |
| Wedstrijden begonnen om 11:00 uur                    |                                                      |                                                      |                                                      |

### Dag 8 (zondag 4 juni)
Titelverdedigster Garbiñe Muguruza verloor in de 4e ronde van Kristina Mladenovic, waardoor haar 10-wedstrijd winning streak op Roland Garros ten einde kwam. Voormalige grandslamkampioenes Samantha Stosur, Svetlana Koeznetsova en Venus Williams werden tevens uitgeschakeld in de vierde ronde.
- Speelschema (gearchiveerd)

- Reekshoofden uitgeschakeld:
  - Mannenenkelspel:  Milos Raonic [5],  Roberto Bautista Agut [17],  Albert Ramos Viñolas [19],   John Isner [21],  Richard Gasquet [24]
  - Vrouwenenkelspel:  Garbiñe Muguruza [4],  Svetlana Koeznetsova [8],  Venus Williams [10],  Anastasija Sevastova [17],  Samantha Stosur [23]
  - Mannendubbelspel:  Rohan Bopanna /  Pablo Cuevas [9]
  - Vrouwendubbelspel:  Gabriela Dabrowski /  Xu Yifan [9],  Kiki Bertens /  Johanna Larsson [13]
  - Gemengd dubbelspel:  Katarina Srebotnik /  Raven Klaasen [4],  Chan Hao-ching /  Jean-Julien Rojer [6]

| Wedstrijden op de hoofdbanen                         | Wedstrijden op de hoofdbanen                         | Wedstrijden op de hoofdbanen                         | Wedstrijden op de hoofdbanen                         |
| Evenement                                            | Winnaar                                              | Verliezer                                            | Score                                                |
| Wedstrijden op Court Philippe-Chatrier (centercourt) | Wedstrijden op Court Philippe-Chatrier (centercourt) | Wedstrijden op Court Philippe-Chatrier (centercourt) | Wedstrijden op Court Philippe-Chatrier (centercourt) |
| ---------------------------------------------------- | ---------------------------------------------------- | ---------------------------------------------------- | ---------------------------------------------------- |
| Vrouwenenkelspel 4e ronde                            | Caroline Wozniacki [11]                              | Svetlana Koeznetsova [8]                             | 6–1, 4–6, 6–2                                        |
| Mannenenkelspel 3e ronde                             | Gaël Monfils [15]                                    | Richard Gasquet [24]                                 | 7–6(7–5), 5–7, 4–3, opgave                           |
| Startte niet voor 15:35 uur                          |                                                      |                                                      |                                                      |
| Vrouwenenkelspel 4e ronde                            | Timea Bacsinszky [30]                                | Venus Williams [10]                                  | 5–7, 6–2, 6–1                                        |
| Mannenenkelspel 4e ronde                             | Novak Đoković [2]                                    | Albert Ramos Viñolas [19]                            | 7–6(7–5), 6–1, 6–3                                   |
| Wedstrijden op Court Suzanne-Lenglen (Grandstand)    |                                                      |                                                      |                                                      |
| Vrouwenenkelspel 3e ronde                            | Elina Svitolina [5]                                  | Magda Linette                                        | 6–4, 7–5                                             |
| Mannenenkelspel 4e ronde                             | Rafael Nadal [4]                                     | Roberto Bautista Agut [17]                           | 6–1, 6–2, 6–2                                        |
| Vrouwenenkelspel 4e ronde                            | Kristina Mladenovic [13]                             | Garbiñe Muguruza [4]                                 | 6–1, 3–6, 6–3                                        |
| Mannenenkelspel 4e ronde                             | Dominic Thiem [6]                                    | Horacio Zeballos                                     | 6–1, 6–3, 6–1                                        |
| Wedstrijden op Court 1                               |                                                      |                                                      |                                                      |
| Mannenenkelspel 3e ronde                             | Kei Nishikori [8]                                    | Chung Hyeon                                          | 7–5, 6–4, 6–7(4–7), 0–6, 6–4                         |
| Mannenenkelspel 4e ronde                             | Pablo Carreño Busta [20]                             | Milos Raonic [5]                                     | 4–6, 7–6(7–2), 6–7(6–8), 6–4, 8–6                    |
| Vrouwendubbelspel 3e ronde                           | Raluca Olaru Olha Savtsjoek                          | Gabriela Dabrowski [9] Xu Yifan [9]                  | 6–3, 3–6, 6–2                                        |
| Gemengd dubbelspel 2e ronde                          | Andrea Hlaváčková [3] Édouard Roger-Vasselin [3]     | Pauline Parmentier [WC] Mathias Bourgue [WC]         | 6–2, 6–4                                             |
| Wedstrijden begonnen om 11:00 uur                    |                                                      |                                                      |                                                      |

### Dag 9 (maandag 5 juni)
- Speelschema (gearchiveerd)

- Reekshoofden uitgeschakeld:
  - Mannenenkelspel:  Gaël Monfils [15]
  - Vrouwenenkelspel:  Carla Suárez Navarro [21]
  - Mannendubbelspel:  Jamie Murray /  Bruno Soares [5]
  - Vrouwendubbelspel:  Chan Hao-ching /  Barbora Krejčíková [12],  Svetlana Koeznetsova /  Kristina Mladenovic [14],  Andreja Klepač /  María José Martínez Sánchez [15]
  - Gemengd dubbelspel:  Sania Mirza /  Ivan Dodig [2]

| Wedstrijden op de hoofdbanen                         | Wedstrijden op de hoofdbanen                         | Wedstrijden op de hoofdbanen                         | Wedstrijden op de hoofdbanen                         |
| Evenement                                            | Winnaar                                              | Verliezer                                            | Score                                                |
| Wedstrijden op Court Philippe-Chatrier (centercourt) | Wedstrijden op Court Philippe-Chatrier (centercourt) | Wedstrijden op Court Philippe-Chatrier (centercourt) | Wedstrijden op Court Philippe-Chatrier (centercourt) |
| ---------------------------------------------------- | ---------------------------------------------------- | ---------------------------------------------------- | ---------------------------------------------------- |
| Vrouwenenkelspel 4e ronde                            | Simona Halep [3]                                     | Carla Suárez Navarro [21]                            | 6–1, 6–1                                             |
| Mannenenkelspel 4e ronde                             | Andy Murray [1]                                      | Karen Chatsjanov                                     | 6–3, 6–4, 6–4                                        |
| Mannenenkelspel 4e ronde                             | Stan Wawrinka [3]                                    | Gaël Monfils [15]                                    | 7–5, 7–6(9–7), 6–2                                   |
| Vrouwenenkelspel 4e ronde                            | Caroline Garcia [28]                                 | Alizé Cornet                                         | 6–2, 6–4                                             |
| Wedstrijden op Court Suzanne-Lenglen (Grandstand)    |                                                      |                                                      |                                                      |
| Vrouwenenkelspel 4e ronde                            | Elina Svitolina [5]                                  | Petra Martić [Q]                                     | 4–6, 6–3, 7–5                                        |
| Mannenenkelspel 4e ronde                             | Kei Nishikori [8]                                    | Fernando Verdasco                                    | 0–6, 6–4, 6–4, 6–0                                   |
| Mannenenkelspel 4e ronde                             | Marin Čilić [7]                                      | Kevin Anderson                                       | 6–3, 3–0, opgave                                     |
| Startte niet voor 17:50 uur                          |                                                      |                                                      |                                                      |
| Vrouwenenkelspel 4e ronde                            | Karolína Plíšková [2]                                | Verónica Cepede Royg                                 | 2–6, 6–3, 6–4                                        |
| Wedstrijden op Court 1                               |                                                      |                                                      |                                                      |
| Vrouwendubbelspel 3e ronde                           | Ashleigh Barty Casey Dellacqua                       | Darja Gavrilova Anastasija Pavljoetsjenkova          | 7–6(7–2), 6–4                                        |
| Vrouwendubbelspel 3e ronde                           | Jekaterina Makarova [2] Jelena Vesnina [2]           | Andreja Klepač [15] María José Martínez Sánchez [15] | 3–6, 6–3, 6–2                                        |
| Vrouwendubbelspel 3e ronde                           | Bethanie Mattek-Sands [1] Lucie Šafářová [1]         | Svetlana Koeznetsova [14] Kristina Mladenovic [14]   | 6–4, 6–2                                             |
| Mannendubbelspel kwartfinale                         | Santiago González Donald Young                       | Jamie Murray [5] Bruno Soares [5]                    | 3–6, 7–6(7–3), 7–6(7–4)                              |
| Wedstrijden begonnen om 11:00 uur                    |                                                      |                                                      |                                                      |

### Dag 10 (dinsdag 6 juni)
De wedstrijden zouden begonnen om 14:00 MEZT, maar werden gestaakt van 15:30 tot 18:30 vanwege hevige regenval.
- Speelschema (gearchiveerd)

- Reekshoofden uitgeschakeld:
  - Vrouwenenkelspel:  Caroline Wozniacki [11],  Kristina Mladenovic [13]
  - Mannendubbelspel:  Ivan Dodig /  Marcel Granollers [7]

| Wedstrijden op de hoofdbanen                                                                      | Wedstrijden op de hoofdbanen                         | Wedstrijden op de hoofdbanen                         | Wedstrijden op de hoofdbanen                         |
| Evenement                                                                                         | Winnaar                                              | Verliezer                                            | Score                                                |
| Wedstrijden op Court Philippe-Chatrier (centercourt)                                              | Wedstrijden op Court Philippe-Chatrier (centercourt) | Wedstrijden op Court Philippe-Chatrier (centercourt) | Wedstrijden op Court Philippe-Chatrier (centercourt) |
| ------------------------------------------------------------------------------------------------- | ---------------------------------------------------- | ---------------------------------------------------- | ---------------------------------------------------- |
| Vrouwenenkelspel kwartfinale                                                                      | Timea Bacsinszky [30]                                | Kristina Mladenovic [13]                             | 6–4, 6–4                                             |
| Wedstrijden op Court Suzanne-Lenglen (Grandstand)                                                 |                                                      |                                                      |                                                      |
| Vrouwenenkelspel kwartfinale                                                                      | Jeļena Ostapenko                                     | Caroline Wozniacki [11]                              | 4–6, 6–2, 6–2                                        |
| Wedstrijden op Court 1                                                                            |                                                      |                                                      |                                                      |
| Mannenlegendes 45+ dubbelspel round-robin                                                         | Sergi Bruguera Goran Ivanišević                      | Pat Cash Michael Chang                               | 7–6(7–2), 2–6, [10–4]                                |
| Startte niet voor 14:00 uur                                                                       |                                                      |                                                      |                                                      |
| Gemengd dubbelspel kwartfinale                                                                    | Andrea Hlaváčková [3] Édouard Roger-Vasselin [3]     | Andreja Klepač Dominic Inglot                        | 7–6(7–3), 6–3                                        |
| Mannendubbelspel kwartfinale                                                                      | Ryan Harrison Michael Venus                          | Ivan Dodig [7] Marcel Granollers [7]                 | 6–2, 3–6, 6–3                                        |
| Vrouwendubbelspel kwartfinale                                                                     | Chan Yung-jan [3] Martina Hingis [3]                 | Raluca Olaru Olha Savtsjoek                          | Geannuleerd                                          |
| Wedstrijden begonnen om 11:00 uur (14:00 uur op Court Philippe-Chatrier en Court Suzanne-Lenglen) |                                                      |                                                      |                                                      |

### Dag 11 (woensdag 7 juni)
- Speelschema (gearchiveerd)

- Reekshoofden uitgeschakeld:
  - Mannenenkelspel:  Novak Đoković [2],  Marin Čilić [7],  Kei Nishikori [8],  Pablo Carreño Busta [20]
  - Vrouwenenkelspel:  Elina Svitolina [5],  Caroline Garcia [28]
  - Vrouwendubbelspel:  Jekaterina Makarova /  Jelena Vesnina [2]
  - Gemengd dubbelspel:  Andrea Hlaváčková /  Édouard Roger-Vasselin [3]

| Wedstrijden op de hoofdbanen                         | Wedstrijden op de hoofdbanen                         | Wedstrijden op de hoofdbanen                         | Wedstrijden op de hoofdbanen                         |
| Evenement                                            | Winnaar                                              | Verliezer                                            | Score                                                |
| Wedstrijden op Court Philippe-Chatrier (centercourt) | Wedstrijden op Court Philippe-Chatrier (centercourt) | Wedstrijden op Court Philippe-Chatrier (centercourt) | Wedstrijden op Court Philippe-Chatrier (centercourt) |
| ---------------------------------------------------- | ---------------------------------------------------- | ---------------------------------------------------- | ---------------------------------------------------- |
| Mannenenkelspel kwartfinale                          | Rafael Nadal [4]                                     | Pablo Carreño Busta [20]                             | 6–2, 2–0, opgave                                     |
| Startte niet voor 14:00 uur                          |                                                      |                                                      |                                                      |
| Vrouwenenkelspel kwartfinale                         | Karolína Plíšková [2]                                | Caroline Garcia [28]                                 | 7–6(7–3), 6–4                                        |
| Mannenenkelspel kwartfinale                          | Andy Murray [1]                                      | Kei Nishikori [8]                                    | 2–6, 6–1, 7–6(7–0), 6–1                              |
| Wedstrijden op Court Suzanne-Lenglen (Grandstand)    |                                                      |                                                      |                                                      |
| Mannenenkelspel kwartfinale                          | Dominic Thiem [6]                                    | Novak Đoković [2]                                    | 7–6(7–5), 6–3, 6–0                                   |
| Startte niet voor 14:00 uur                          |                                                      |                                                      |                                                      |
| Vrouwenenkelspel kwartfinale                         | Simona Halep [3]                                     | Elina Svitolina [5]                                  | 3–6, 7–6(8–6), 6–0                                   |
| Mannenenkelspel kwartfinale                          | Stan Wawrinka [3]                                    | Marin Čilić [7]                                      | 6–3, 6–3, 6–1                                        |
| Wedstrijden op Court 1                               |                                                      |                                                      |                                                      |
| Mannendubbelspel kwartfinale                         | Fernando Verdasco Nenad Zimonjić                     | Rogério Dutra Silva Paolo Lorenzi                    | 7–6(7–5), 7–5                                        |
| Vrouwendubbelspel kwartfinale                        | Bethanie Mattek-Sands [1] Lucie Šafářová [1]         | Kirsten Flipkens Francesca Schiavone                 | 6–2, 6–4                                             |
| Gemengd dubbelspel halve finale                      | Gabriela Dabrowski [7] Rohan Bopanna [7]             | Andrea Hlaváčková [3] Édouard Roger-Vasselin [3]     | 7–5, 6–3                                             |
| Vrouwendubbelspel kwartfinale                        | Chan Yung-jan [3] Martina Hingis [3]                 | Raluca Olaru Olha Savtsjoek                          | 6–2, 6–1                                             |
| Wedstrijden begonnen om 11:00 uur                    |                                                      |                                                      |                                                      |

### Dag 12 (donderdag 8 juni)
- Speelschema (gearchiveerd)

- Reekshoofden uitgeschakeld:
  - Vrouwenenkelspel:  Karolína Plíšková [2],  Timea Bacsinszky [30]

| Wedstrijden op de hoofdbanen                                             | Wedstrijden op de hoofdbanen                         | Wedstrijden op de hoofdbanen                         | Wedstrijden op de hoofdbanen                         |
| Evenement                                                                | Winnaar                                              | Verliezer                                            | Score                                                |
| Wedstrijden op Court Philippe-Chatrier (centercourt)                     | Wedstrijden op Court Philippe-Chatrier (centercourt) | Wedstrijden op Court Philippe-Chatrier (centercourt) | Wedstrijden op Court Philippe-Chatrier (centercourt) |
| ------------------------------------------------------------------------ | ---------------------------------------------------- | ---------------------------------------------------- | ---------------------------------------------------- |
| Gemengd dubbelspel finale                                                | Gabriela Dabrowski [7] Rohan Bopanna [7]             | Anna-Lena Grönefeld Robert Farah                     | 2–6, 6–2, [12–10]                                    |
| Startte niet voor 15:00 uur                                              |                                                      |                                                      |                                                      |
| Vrouwenenkelspel halve finale                                            | Jeļena Ostapenko                                     | Timea Bacsinszky [30]                                | 7–6(7–4), 3–6, 6–3                                   |
| Vrouwenenkelspel halve finale                                            | Simona Halep [3]                                     | Karolína Plíšková [2]                                | 6–4, 3–6, 6–3                                        |
| Wedstrijden op Court Suzanne-Lenglen (Grandstand)                        |                                                      |                                                      |                                                      |
| Vrouwenlegendes dubbelspel round-robin                                   | Marion Bartoli Iva Majoli                            | Conchita Martínez Chanda Rubin                       | 7–6(7–5), 6–4                                        |
| Mannenlegendes −45 dubbelspel round-robin                                | Sébastien Grosjean Michaël Llodra                    | Àlex Corretja Gastón Gaudio                          | 6–2, 2–6, [10–7]                                     |
| Startte niet voor 14:00 uur                                              |                                                      |                                                      |                                                      |
| Mannendubbelspel halve finale                                            | Santiago González Donald Young                       | Fernando Verdasco Nenad Zimonjić                     | 6–7(3–7), 7–5, 6–3                                   |
| Mannenlegendes 45+ dubbelspel round-robin                                | Mansour Bahrami Fabrice Santoro                      | Mikael Pernfors Mark Woodforde                       | 6–3, 6–4                                             |
| Wedstrijden op Court 1                                                   |                                                      |                                                      |                                                      |
| Jongensenkelspel kwartfinale                                             | Miomir Kecmanović [1]                                | Thiago Seyboth Wild                                  | 4–6, 6–3, 6–4                                        |
| Mannenlegendes 45+ dubbelspel round-robin                                | Mikael Pernfors Mark Woodforde                       | Arnaud Boetsch Henri Leconte                         | 6–2, 6–4                                             |
| Vrouwenlegendes dubbelspel round-robin                                   | Anastasija Myskina Nathalie Tauziat                  | Arantxa Sánchez Vicario Sandrine Testud              | 2–6, 6–3, [10–6]                                     |
| Wedstrijden begonnen om 11:00 uur (12:00 uur op Court Philippe-Chatrier) |                                                      |                                                      |                                                      |

### Dag 13 (vrijdag 9 juni)
- Speelschema (gearchiveerd)

- Reekshoofden uitgeschakeld:
  - Mannenenkelspel:  Andy Murray [1],  Dominic Thiem [6]
  - Mannendubbelspel:  Juan Sebastián Cabal /  Robert Farah [16]
  - Vrouwendubbelspel:  Chan Yung-jan /  Martina Hingis [3],  Lucie Hradecká /  Kateřina Siniaková [6]

| Wedstrijden op de hoofdbanen                                             | Wedstrijden op de hoofdbanen                         | Wedstrijden op de hoofdbanen                         | Wedstrijden op de hoofdbanen                         |
| Evenement                                                                | Winnaar                                              | Verliezer                                            | Score                                                |
| Wedstrijden op Court Philippe-Chatrier (centercourt)                     | Wedstrijden op Court Philippe-Chatrier (centercourt) | Wedstrijden op Court Philippe-Chatrier (centercourt) | Wedstrijden op Court Philippe-Chatrier (centercourt) |
| ------------------------------------------------------------------------ | ---------------------------------------------------- | ---------------------------------------------------- | ---------------------------------------------------- |
| Mannenenkelspel halve finale                                             | Stan Wawrinka [3]                                    | Andy Murray [1]                                      | 6–7(6–8), 6–3, 5–7, 7–6(7–3), 6–1                    |
| Startte niet voor 15:30 uur                                              |                                                      |                                                      |                                                      |
| Mannenenkelspel halve finale                                             | Rafael Nadal [4]                                     | Dominic Thiem [6]                                    | 6–3, 6–4, 6–0                                        |
| Wedstrijden op Court Suzanne-Lenglen (Grandstand)                        |                                                      |                                                      |                                                      |
| Mannenlegendes 45+ dubbelspel round-robin                                | Pat Cash Michael Chang                               | John McEnroe Cedric Pioline                          | 6–4, 6–3                                             |
| Startte niet voor 12:30 uur                                              |                                                      |                                                      |                                                      |
| Mannendubbelspel halve finale                                            | Ryan Harrison Michael Venus                          | Juan Sebastián Cabal [16] Robert Farah [16]          | 4–6, 6–3, 6–4                                        |
| Vrouwendubbelspel halve finale                                           | Ashleigh Barty Casey Dellacqua                       | Lucie Hradecká [6] Kateřina Siniaková [6]            | 7–5, 4–6, 6–3                                        |
| Vrouwendubbelspel halve finale                                           | Bethanie Mattek-Sands [1] Lucie Šafářová [1]         | Chan Yung-jan [3] Martina Hingis [3]                 | 6–4, 6–2                                             |
| Wedstrijden op Court 1                                                   |                                                      |                                                      |                                                      |
| Meisjesenkelspel halve finale                                            | Claire Liu [6]                                       | Marta Paigina                                        | 6–2, 6–0                                             |
| Vrouwenlegendes dubbelspel round-robin                                   | Lindsay Davenport Martina Navrátilová                | Anastasija Myskina Nathalie Tauziat                  | 5–7, 6–0, [10–4]                                     |
| Jongensenkelspel halve finale                                            | Alexei Popyrin [3]                                   | Alejandro Davidovich Fokina                          | 6–4, 6–2                                             |
| Startte niet voor 18:25 uur                                              |                                                      |                                                      |                                                      |
| Vrouwenlegendes dubbelspel round-robin                                   | Tracy Austin Kim Clijsters                           | Conchita Martínez Chanda Rubin                       | 4–1, opgave                                          |
| Wedstrijden begonnen om 11:00 uur (12:45 uur op Court Philippe-Chatrier) |                                                      |                                                      |                                                      |

### Dag 14 (zaterdag 10 juni)
Jeļena Ostapenko werd de eerste Letse speler (man of vrouw) die een grandslamtoernooi wist te winnen en ze was tevens de eerste ongerangschikte speelster sinds Margaret Scriven in 1933 die Roland Garros wist te winnen. Ostapenko claimde bovendien haar eerste WTA-titel ooit.
- Speelschema (gearchiveerd)

- Reekshoofden uitgeschakeld: 
  - Vrouwenenkelspel:  Simona Halep [3]

| Wedstrijden op de hoofdbanen                                             | Wedstrijden op de hoofdbanen                         | Wedstrijden op de hoofdbanen                         | Wedstrijden op de hoofdbanen                         |
| Evenement                                                                | Winnaar                                              | Verliezer                                            | Score                                                |
| Wedstrijden op Court Philippe-Chatrier (centercourt)                     | Wedstrijden op Court Philippe-Chatrier (centercourt) | Wedstrijden op Court Philippe-Chatrier (centercourt) | Wedstrijden op Court Philippe-Chatrier (centercourt) |
| ------------------------------------------------------------------------ | ---------------------------------------------------- | ---------------------------------------------------- | ---------------------------------------------------- |
| Vrouwenenkelspel finale                                                  | Jeļena Ostapenko                                     | Simona Halep [3]                                     | 4–6, 6–4, 6–3                                        |
| Mannendubbelspel finale                                                  | Ryan Harrison Michael Venus                          | Santiago González Donald Young                       | 7–6(7–5), 6–7(4–7), 6–3                              |
| Wedstrijden op Court Suzanne-Lenglen (Grandstand)                        |                                                      |                                                      |                                                      |
| Vrouwenlegendes dubbelspel finale                                        | Tracy Austin Kim Clijsters                           | Lindsay Davenport Martina Navrátilová                | 6–3, 3–6, [10–5]                                     |
| Startte niet voor 13:30 uur                                              |                                                      |                                                      |                                                      |
| Mannenlegendes −45 dubbelspel round-robin                                | Arnaud Clément Nicolas Escudé                        | Thomas Enqvist Magnus Norman                         | 6–4, 7–6(7–4)                                        |
| Wedstrijden op Court 1                                                   |                                                      |                                                      |                                                      |
| Jongensenkelspel finale                                                  | Alexei Popyrin [3]                                   | Nicola Kuhn [11]                                     | 7–6(7–5), 6–3                                        |
| Meisjesenkelspel finale                                                  | Whitney Osuigwe [7]                                  | Claire Liu [6]                                       | 6–4, 6–7(5–7), 6–3                                   |
| Startte niet voor 14:00 uur                                              |                                                      |                                                      |                                                      |
| Jongensdubbelspel finale                                                 | Nicola Kuhn [1] Zsombor Piros [1]                    | Vasil Kirkov Danny Thomas                            | 6–4, 6–4                                             |
| Wedstrijden begonnen om 11:00 uur (15:00 uur op Court Philippe-Chatrier) |                                                      |                                                      |                                                      |

### Dag 15 (zondag 11 juni)
Rafael Nadal werd de eerste mannelijke speler die 10 titels won op één enkel grandslamtoernooi. Nadal won zijn 15de grandslamtoernooi en stak daarmee 14-voudig kampioen Pete Sampras voorbij. Hij moest alleen Roger Federer nog voor zicht dulden in het klassement van meest gewonnen grandslamtoernooien.
- Speelschema (gearchiveerd)

- Reekshoofden uitgeschakeld:
  - Mannenenkelspel:  Stan Wawrinka [3]

| Wedstrijden op de hoofdbanen                                             | Wedstrijden op de hoofdbanen                         | Wedstrijden op de hoofdbanen                         | Wedstrijden op de hoofdbanen                         |
| Evenement                                                                | Winnaar                                              | Verliezer                                            | Score                                                |
| Wedstrijden op Court Philippe-Chatrier (centercourt)                     | Wedstrijden op Court Philippe-Chatrier (centercourt) | Wedstrijden op Court Philippe-Chatrier (centercourt) | Wedstrijden op Court Philippe-Chatrier (centercourt) |
| ------------------------------------------------------------------------ | ---------------------------------------------------- | ---------------------------------------------------- | ---------------------------------------------------- |
| Vrouwendubbelspel finale                                                 | Bethanie Mattek-Sands [1] Lucie Šafářová [1]         | Ashleigh Barty Casey Dellacqua                       | 6–2, 6–1                                             |
| Startte niet voor 15:00 uur                                              |                                                      |                                                      |                                                      |
| Mannenenkelspel finale                                                   | Rafael Nadal [4]                                     | Stan Wawrinka [3]                                    | 6–2, 6–3, 6–1                                        |
| Wedstrijden op Court Suzanne-Lenglen (Grandstand)                        |                                                      |                                                      |                                                      |
| Mannenlegendes −45 dubbelspel finale                                     | Sébastien Grosjean Michaël Llodra                    | Paul Haarhuis Andrej Medvedev                        | 6–4, 3–6, [10–8]                                     |
| Mannenlegendes 45+ dubbelspel finale                                     | Mansour Bahrami Fabrice Santoro                      | Pat Cash Michael Chang                               | 7–6(7–3), 6–3                                        |
| Wedstrijden begonnen om 11:00 uur (11:30 uur op Court Philippe-Chatrier) |                                                      |                                                      |                                                      |